# Státní meliorační správa
Státní meliorační správa (dále SMS) byla bývalá složka státní správy, mající ve své gesci správu a péči o vodu v krajině (téměř výhradně na zemědělské půdě). Historie vzniku spravovaného majetku (úpravy na drobných vodních tocích a meliorace) sahá až do let okolo roku 1895.
Byla zřízena a založena k 1. 1. 1970 jako účelová a rozpočtová organizace MZe na základě zřizovací listiny MZV ČR č. j. 860/69-1/3 ze dne 26. 11. 1969 ministra zemědělství. Ke dni 1. 1. 1990 byla novelizována MZe ČR 31. 12. 1998 pod č.j.2428/98-3030. Posledním ředitelem SMS, statutárním zástupcem, před její transformací na ZVHS, byl Ing. Karel Runštuk. Prameny uvádí počet zaměstnanců až 424.
Ústředí SMS bylo v Brně na adrese Hlinky 60. Později zde měla sídlo i ZVHS a Oblast povodí Moravy a Dyje. Technický a ekonomický úsek sídlil ke konci existence SMS v Praze na adrese V Jámě 8.

## Regionální kanceláře
Organizační uspořádání Státní meliorační správy odpovídalo tehdejšímu uspořádání krajů (5 krajů v Čechách a 2 na Moravě) a okresů (na rozdíl od současného pohledu na správu toků podle povodí – změna v letech 2003 až 2004). Každá Regionální kancelář (dále RK) či region, se skládala z Územních pracovišť (ÚP), které měly působnost v rámci každého okresu – co okres, to Územní pracoviště. RK měly každá svého ředitele a ÚP svého vedoucího.

### Sídla RK
- RK Praha – Radlická 3, 150 00 Praha 5 – Smíchov
- RK České Budějovice – Rudolfovská 80, 370 21 České Budějovice
- RK Plzeň – B. Němcové 3, 303 29 Plzeň
- RK Ústí nad Labem – Králova výšina 41, 400 01 Ústí nad Labem
- RK Hradec Králové Králové, Kydlinovská 248, 505 005 Hradec Králové
- RK Brno – Hlinky 60, 603 00 Brno
- RK Ostrava – Libušina 8, 702 99 Ostrava 1

## Spravovaný majetek
- 34 600 km drobných i významných vodních toků
- 411 vodních nádrží
- pro Pozemkový fond: 12 300 km melioračních odvodňovacích kanálů a zařízení – tzv. meliorace
- závlahová zařízení již od roku 1998 SMS nespravovala – byla v privatizačním řízení

(Po roce 2015 začal stát opět tyto závlahy schraňovat a vykupovat zpět – přes státní podniky Povodí a Státní pozemkový úřad).

### Náplň činnosti SMS
Její hlavní činností byla správa určených vodních toků, což obnášelo provoz, údržbu a opravy. Jako majetek státu pak i správu databáze HIM (hlavní investiční majetek). Hodnota tohoto majetku v době 30. výročí činila 6,9 miliard korun českých.
SMS se starala i o již zmíněné hlavní meliorační zařízení (HMZ) nebo jinak i HOZ (hlavní odvodňovací zařízení) – což je ve stručnosti řečeno stavba otevřeného nebo zatrubněného kanálu (běžný průměr DN 300 - 1200 mm), který odvádí vodu z melioračního detailu (jednotlivá tzv. meliorační pera nebo jinak i "větve", jež odvodňuje vlastní zemědělský pozemek).
Věnovala se investičním i neinvestičním opatřením v oboru své působnosti, dále vykonávala inženýrské a koncepční práce včetně odborné pomoci (projekční kanceláře), zajišťovala monitoring vodních toků (schválené projekty MZe ČR půda - voda - krajina), dále se podílela na různých krajinotvorných programech té doby (Program péče o krajinu, Program revitalizace říčních systémů,Program obnovy venkova) a také se podílela na návrzích komplexních pozemkových úpravách (dále KPÚ) – (od roku 2013 je garantem těchto KPÚ Státní pozemkový úřad). Nemalou měrou se podílela i na vzniku, úpravách a revizích technických norem, zásad a doporučení v oboru meliorací a vodního hospodářství – vše ve spolupráci s výzkumnými ústavy (viz níže).
Státní meliorační správa spolupracovala s:
- Výzkumný ústav meliorací a ochrany půdy Praha,
- Česká zemědělská univerzita Praha, lesnická fakulta
- státní podniky Povodí
- Pozemkový fond ČR
- Výzkumný ústav vodohospodářský
- Ministerstvo životního prostředí ČR
- Agentura ochrany přírody a krajiny.

## Současnost
Zánikem SMS se začala psát historie ZVHS. Ta vydržela fungovat od roku 2001 do roku 2010 (zbytková organizace do 30.6.2012). Poté byla sloučena s Pozemkovým fondem. Pozemkový fond byl k 31.12.2012 zrušen, stejně jako Pozemkové úřady a Centrální pozemkový úřad a k 1.1.2013 z nich vznikl tzv. "superúřad" – Státní pozemkový úřad. Takže po době transformací, zánicích a vzniku nových organizací, které se zabývaly a zabývají zmíněným vodohospodářským oborem a ochranou vod i zemědělských půd
je nyní správa vodohospodářského majetku a správa drobných (DVT) a významných (VT) vodních toků a hlavních odvodňovacích zařízení (HOZ, nepřesně meliorace) rozdělena mezi:
- státní podniky Povodí (Labe, Vltavy, Ohře, Odry a Moravy a Dyje) – správa VT i DVT,
- Lesy České republiky – správa DVT i HOZ
- Státní pozemkový úřad – jen HOZ a některá vodní díla.